# Psychotria ivakoanyensis
Psychotria ivakoanyensis är en måreväxtart som beskrevs av Cornelis Eliza Bertus Bremekamp. Psychotria ivakoanyensis ingår i släktet Psychotria och familjen måreväxter. Inga underarter finns listade i Catalogue of Life.